# CD153
TNFSF8, также CD153 и CD30L (член надсемейства (лигандов) факторов некроза опухоли 8, англ. tumor necrosis factor (ligand) superfamily member 8) — внеклеточный белок, провоспалительный цитокин из надсемейства факторов некроза опухоли (TNF). Лиганд рецептора TNFRSF8/CD30.

## Функции
Связывание TNFSF8 в тримерную форму либо специфическими антителами, либо растворимым рецептором CD30 вызывает перенос сигнала, который индуцирует активацию гранулоцитов и T-лимфоцитов.

## Структура
CD153 (TNFSF8) — мембранный гликопротеин, молекулярная масса 26-40 кДа, внеклеточный домен состоит из 172 аминокислот, цитоплазматический домен — из 40 аминокислот. Ген белка человека локализован на 9q33. TNFSF8 образует тример, который считается функциональной формой белка.

## Тканевая специфичность
CD153 экспрессирован на активированных CD4+ (Т-хелперы) и CD8+ (Цитотоксические Т-лимфоциты) T-лимфоцитах, моноцитах, макрофагах, гранулоцитах, эпителиальных клетках коры тимуса и на некоторых клетках лимфомы Беркитта.

## Взаимодействия
TNFSF8 взаимодействует с рецептором TNFRSF8/CD30.